# Гимарайнс, Алешандре
Алешандре Боржес Гимарайнс (порт.-браз. Alexandre Borges Guimarães; 7 ноября 1959, Масейо, Алагоас, Бразилия) — коста-риканский футболист и тренер, с именем которого связаны успехи сборной Коста-Рики в 2000-е годы. Этнический бразилец возглавил сборную перед решающими матчами азиатского мундиаля и выполнил свою задачу, во второй раз в истории выведя «Тикос» в финальную стадию соревнований, то есть на чемпионат мира 2002 года. Спустя четыре года Гимарайнс повторил свой успех, уже выведя сборную в финальную стадию чемпионата мира 2006 года, став настоящим национальным героем в своей стране.

## Детство
В 1971 году переехал в Коста-Рику вместе с родителями — его отец был врачом, и трудился в панамериканской организации по борьбе с малярией. Любовь к футбольному мячу у бразильца была в крови, поэтому он стал играть в футбол.

## Клубная карьера
Первой его командой была «Дурпанель Сан Блас» во втором дивизионе в 1979 году, затем он перешёл в «Мунисипаль Пунтаренас», где он отыграл два сезона. С 1982 по 1991 годы он выступал за «Саприссу», ведущий клуб страны, где Гимарайнс трижды становился чемпионом страны. В 1992 году Гимарайнс отыграл последний сезон в клубе «Туррьяльба», после чего закончил карьеру с 95 голами в 377 играх чемпионата Коста-Рики.

## Карьера в сборной
В 1984 году он принял коста-риканское гражданство, что позволило Гимарайнсу попасть в сборную. Правда, за шесть лет он провел всего 16 матчей в её форме. Три из них — на чемпионате мира 1990 года. Другое дело, что ни чем он не запомнился, так как выходил на замену в концовках.

## Тренерская карьера
Стал работать тренером, сперва в низших лигах, затем в молодёжной сборной и вторым тренером в «Саприссе». После этого попал в обойму ведущих тренеров страны — работал в «Белене», «Эредиано», «Саприссе» и гватемальском клубе «Комуникасьонес». За три сезона в «Саприссе» он дважды делал команду чемпионом, ещё однажды — победителем центроамериканской лиги чемпионов.
Сделав «Саприссу» чемпионом страны-2000, Гимарайнс ушёл в сборную, где вначале работал помощником своего бывшего соотечественника Жилсона Нунеша. Но тот долго не мог найти контакт с игроками, и это вылилось в то, что костариканцам пришлось проводить дополнительный матч за право выхода в финальную часть отборочного турнира с Гватемалой. Именно этот матч стал дебютом для Гимарайнса в сборной. Естественно, ни у кого не возникло идеи его уволить — задачу выхода на чемпионат мира по футболу 2002 года он решил в прекрасном стиле. В следующем отборочном цикле Гимарайнс снова сделал свою работу на «отлично», вновь вернувшись на привычный пост в самый последний момент. При нём Коста-Рика не без труда, но попала в финальную часть чемпионата мира. Правда, пожалуй, теперь от Алешандре руководители футбольной федерации этой страны будут требовать никак не меньше, чем выход из группы. Ведь участие в групповом раунде это уже пройденный этап. Однако сборная не смогла выйти из группы, проиграв все 3 встречи. Хотя, конечно, стороны и подписали контракт до 2010 года, Гимарайнс был освобожден от должности тренера сборной.
7 ноября 2006 года на своем 47-м году Гимарайнс был выбран главным тренером сборной Панамы. А в апреле 2009 года он переехал в Ближний Восток и стал тренировать арабский клуб «Аль Васл», начиная с сезона 2009/2010.
В 2019 году специалист возглавил колумбийский клуб «Америка» (Кали) и впервые за 11 лет привел его к чемпионскому титулу.

## Личная жизнь
В свободное время Алешандре любит почитать книги, поиграть в теннис или баскетбол. Иногда сам пишет спортивные рассказы. Неохотно общается с прессой и не любит говорить о личной жизни. Тем не менее, популярность Гимарайнса в Коста-Рике не знает границ. Его любят и уважают, ведь этот специалист дважды в критической ситуации приходил в команду и дважды выводил её в финальную стадию чемпионата мира.
Сын Алешандре, Сельсо Борхес также футболист, в настоящее время выступает за клуб «Алахуэленсе» и является игроком сборной Коста-Рики.